# سیدار کی (فلوریدا)
سیدار کی (به انگلیسی: Cedar Key) شهری در شهرستان لوی ایالت فلوریدا است که در سال ۱۹۲۳ بنیان‌گذاری شده‌است. این شهر طبق سرشماری سال ۲۰۱۰ میلادی، ۷۰۲ نفر جمعیت داشته و مساحت آن نیز ۵٫۳ کیلومتر مربع است.